# Nieuwer Ter Aa

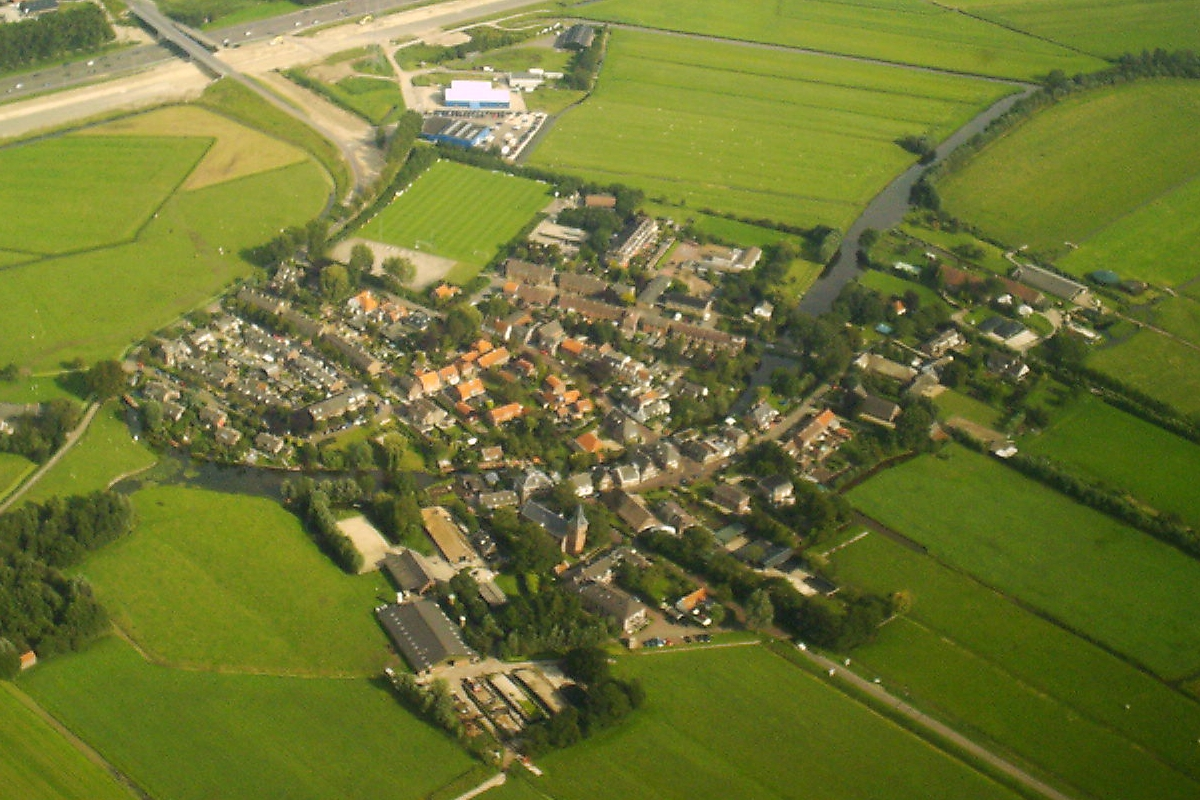
Nieuwer Ter Aa: Luftfoto

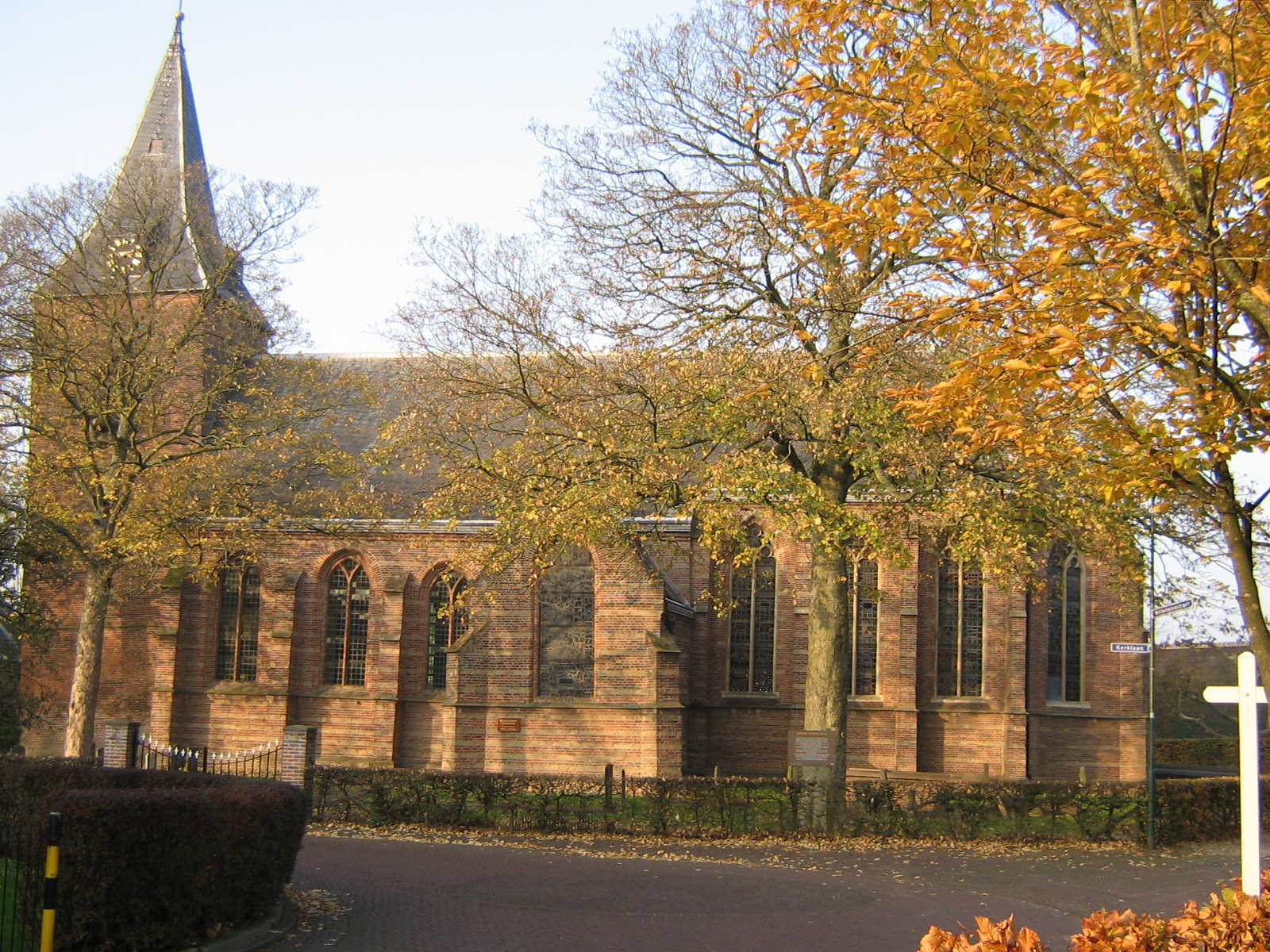
Dorfkirche

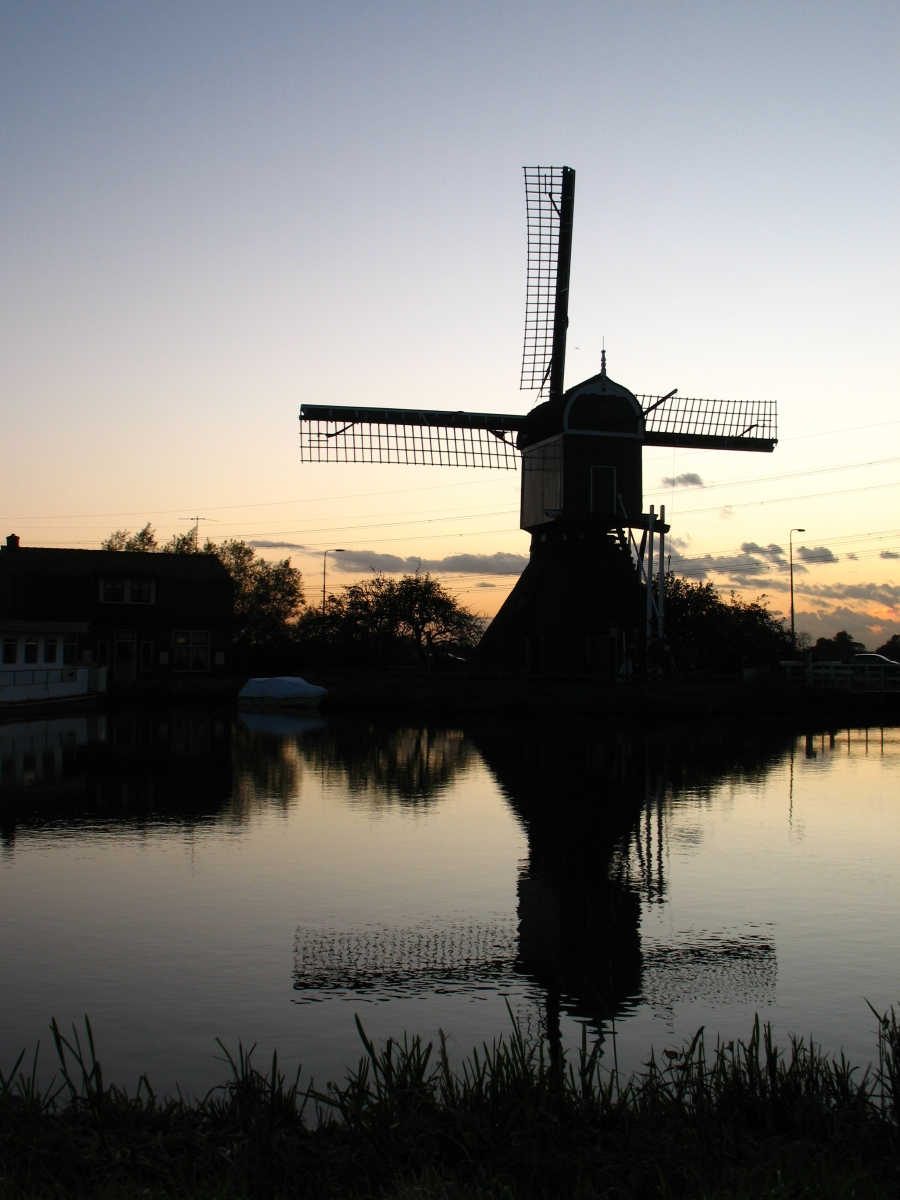
Mühle in Oukoop

Nieuwer Ter Aa ist ein niederländisches Dorf in der Gemeinde Stichtse Vecht, Provinz Utrecht und liegt an dem kleinen Fluss de Aa. Nach diesem sind „Nieuwer Ter Aa“ und „Oud Aa“ benannt. Der Ort zählt 725 Einwohner (Stand: 1. Januar 2024). Viel deutet darauf hin, dass Nieuwer Ter Aa bereits seit 1000 Jahren besteht. Die spätgotische Dorfkirche aus dem 15. Jahrhundert (Bild) steht auf der Stelle einer älteren romanischen Kirche; in den Mauern aus Backstein sind deren Tuffsteine als Bände verarbeitet. Vor 1964 gehörte das dorf den damaligen Gemeinden Ruwiel und Loenersloot, nachdem es bis 2011 zu Breukelen gehörte.
Nieuwer Ter Aa liegt unweit vom Amsterdam-Rijnkanaal. Auch die Weiler „Oud-Aa“ und „Oukoop“ zählen zum Ort.

## Weiterführende Literatur
- A.A. Manten, M. Laméris, Breukelen. Geschiedenis en Architectuur. Monumenten-Inventarisatie Provincie Utrecht. (Über die Geschichte von u. a. Nieuwer Ter Aa). Uitgeverij Kerckebosch, Zeist 2008. ISBN 978-90-6720-443-9